# La Quiaca
La Quiaca é uma cidade da Argentina, localizada na província de Jujuy.